# Klaprozen (Monet)
Klaprozen (Frans: Coquelicots) is een schilderij van Claude Monet. Hij schilderde het in 1873 en stelde het een jaar later tentoon op de eerste expositie van de impressionisten in de studio van Nadar. Het geldt als een van Monets bekendste werken. Sinds 1986 maakt het deel uit van de collectie van het Musée d'Orsay in Parijs.

## Voorstelling
Tijdens de Frans-Duitse Oorlog van 1870-71 was Monet uitgeweken naar Londen waar hij bevriend raakte met de kunsthandelaar Paul Durand-Ruel. Na de oorlog ging hij met zijn vrouw Camille en zoon Jean in Argenteuil wonen. Door de opkomst van de spoorwegen in de negentiende eeuw waren dergelijke stadjes in de directe omgeving van Parijs een geliefde bestemming van de gegoede burgerij geworden. De impressionisten vonden er de gelegenheid om volop in de buitenlucht te werken. Monet schilderde in Argenteuil op die manier een grote hoeveelheid werken, zoals Regatta bij Argenteuil, die hij via Durand-Ruel probeerde te verkopen.
Waarschijnlijk beeldde Monet op Klaprozen zijn echtgenote en zoon op de voorgrond af, midden in een veld klaprozen. De rode penseelstreken van de bloemen contrasteren prachtig met het groen van de overige begroeiing. De jongen houdt in zijn hand een boeket klaprozen vast, de vrouw een parasol. Boven op een kleine verhoging staan nog een moeder en haar kind. Het is zeker geen natuurgetrouwe afbeelding, daarvoor zijn de rode stippen op de voorgrond veel te groot. Het gaat de schilder in de eerste plaats om de visuele impressie van een zomerse wandeling in het vrije veld.

## Herkomst
- 1873: Monet verkoopt het schilderij aan Durand-Ruel in Parijs.
- In bezit van de schilder Ernest Duez, Parijs.
- In bezit van de bariton Jean-Baptiste Faure, Parijs.
- 12 november 1901: in de galerie van Durand-Ruel.
- 20 mei 1903: gekocht door Etienne Moreau-Nélaton, Parijs, een Franse schilder en verzamelaar.
- 1906: geschonken aan het Louvre.
- 1907: overgebracht naar het Musée des Arts Décoratifs.
- 1934: overgebracht naar het Louvre.
- 1947: overgebracht naar de Galerie nationale du Jeu de Paume.
- 1986: overgebracht naar het Musée d'Orsay.

## Afbeelding

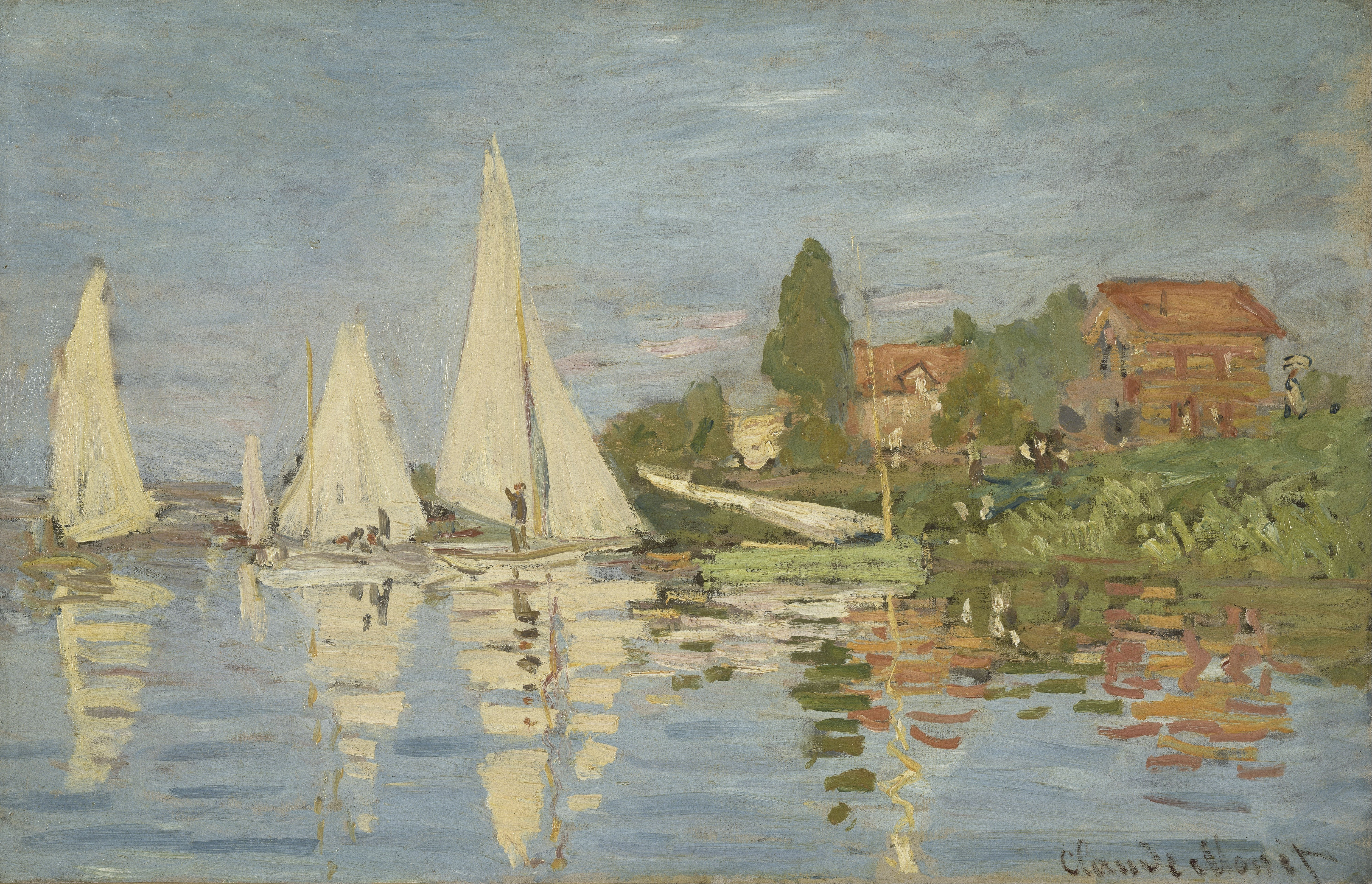
Regatta bij Argenteuil (ca. 1862)